# Cookies 'N' Beans
Cookies 'N' Beans är en svensk countrygrupp.

## Historik
Gruppen bildades 2003 av medlemmarna Frida Öhrn, Linda Ström och Charlotte Centervall. 2007 släppte de coveralbumet Tales from a Trailor Trash Soul som innehöll deras favoritlåtar. 2008 vann de svenska countrymästerskapen i genren "Alternativ country". Hösten 2009 medverkade de på en hyllningsskiva till Leonard Cohen, Cohen - the Scandinavian Report, med låten "First We Take Manhattan".
Gruppen deltog i Melodifestivalen 2009 med bidraget "What If", skriven av Amir Aly, Robin Abrahamsson och Maciel Numhauser. De deltog i den andra deltävlingen i Skellefteå den 14 februari 2009 och kom där på femte plats. De deltog även i Melodifestivalen 2013 med bidraget "Burning Flags", skriven av Fredrik Kempe. I den första deltävlingen i Karlskrona den 2 februari 2013 fick de tillräckligt många röster för att gå vidare till Andra chansen, där de sedermera slutade på en sjundeplats.
Den 9 mars 2010 var hela gruppen med i säsongspremiären av Så ska det låta i SVT1. 
Den 24 mars samma år släpptes deras andra album Beg, Borrow and Steal. De var även förband åt Kris Kristofferson i Göteborg 9 juli 2010.
Gruppens fjärde album The First Steps släpptes den 13 mars 2013.

## Diskografi

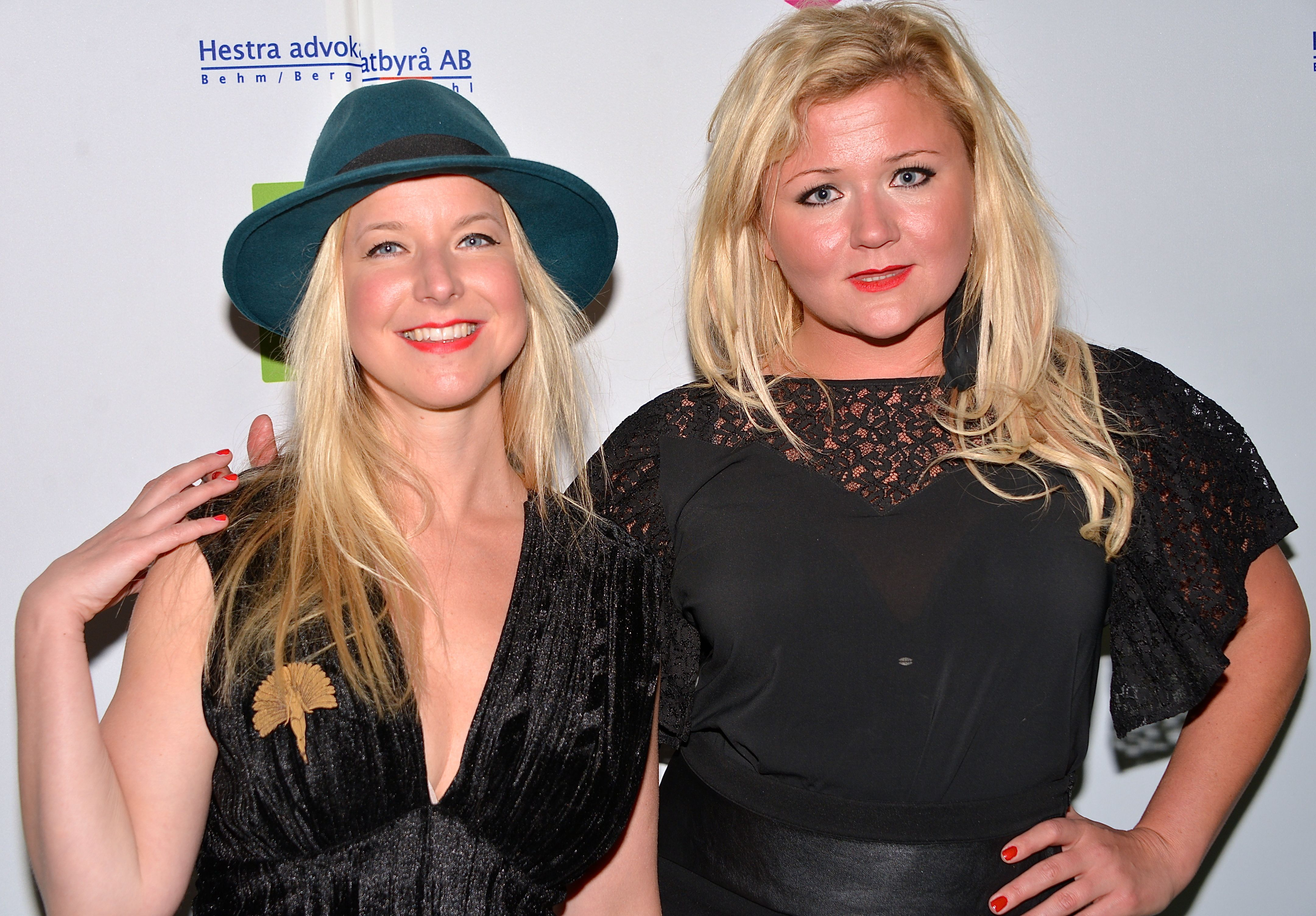
Cookies 'N' Beans (Frida Öhrn och Linda Ström) på Grammisgalan på Cirkus, Stockholm den 20 februari 2013.

### Album
- 2007 – Tales from a Trailor Trash Soul
- 2010 – Beg, Borrow and Steal
- 2012 – Go Tell the World
- 2013 – The First Steps

### Singlar
| År   | Titel                     | Sverigetopplistan | Svensktoppen |
| ---- | ------------------------- | ----------------- | ------------ |
| 2009 | "What If"                 | 29                | 8            |
| 2010 | "First We Take Manhattan" | 43                | *            |
| 2013 | "Burning Flags"           | 56                | *            |